# Universidade de Lisboa (1911-2013)
A Universidade de Lisboa (UL) MHSE - também conhecida por Universidade Clássica de Lisboa, para se distinguir das outras universidades públicas de Lisboa fundadas posteriormente (Universidade Técnica e Universidade Nova) - foi uma antiga instituição de ensino superior público portuguesa, formalmente criada no dia 22 de março de 1911 por decreto do Governo Provisório da República Portuguesa.
Em 25 de julho de 2013, na sequência de um processo de fusão com a Universidade Técnica de Lisboa, deu origem a uma nova instituição de ensino superior, também designada "Universidade de Lisboa".
Fazia uso da divisa latina ad lucem («para a luz»).
O seu último reitor foi António de Sampaio da Nóvoa.
A sua reitoria e as faculdades, com excepção da Faculdade de Belas-Artes (localizada perto do Chiado), ficavam situadas na Cidade Universitária. As restantes instituições da universidade localizavam-se em diversos locais de Lisboa.

## História

### Antecedentes históricos
É criada a primeira universidade portuguesa, ou Estudo Geral Português ou a Escola Geral Portuguesa, com a assinatura do documento “Scientiae thesaurus mirabilis” por D. Dinis, em 1 de março de 1290, confirmado pela bula “De statu regni Portugaliae” pelo papa Nicolau IV em 9 de agosto do mesmo ano, com as Faculdades de Artes, Direito Canónico (Cânones), Direito Civil (Leis) e Medicina.
Devemos uma participação activa nesta acção educativa à Coroa portuguesa e do seu rei, através do seu compromisso de parte do subsídio da mesma, como pelas rendas fixas da Igreja.
Aparentemente, as fundações do primeiro edifício desta universidade encontram-se num local denominado Pátio dos Quintalinhos - a entrada é no n.º 3 da Rua da Escolas Gerais, em Alfama, na freguesia de São Vicente (Lisboa).
Depois a universidade foi várias vezes transferida de Lisboa para Coimbra e vice-versa. Assim, em 1308 é transferida para Coimbra, em 1328 volta para Lisboa, sendo novamente transferida para Coimbra em 1354. Em 1357 regressa a Lisboa sendo ainda neste ano que, por bula do papa Gregório IX, a universidade passa a conferir os graus de bacharel, licenciado e doutor. Finalmente, em 1537, regressa definitivamente a Coimbra, onde fica como instituição única de ensino superior em Portugal.
Entre os séculos XIV e XVI a universidade permaneceu em Lisboa, conforme decreto real do Rei Dom João I, sendo o último considerado o verdadeiro fundador da universidade por alguns historiadores. Tendo existido outras universidades anteriores em Lisboa também criadas pelos Reis de Portugal, alternando-se a universidade com Coimbra, embora a última cidade seja onde permaneceu por mais tempo.
Só no século XIX foram fundadas em Lisboa a Régia Escola de Cirurgia, que deu origem à Escola Médico-Cirúrgica de Lisboa e finalmente à actual Faculdade de Medicina da Universidade de Lisboa, a Academia de Belas Artes, instalada no Convento de São Francisco da Cidade, que deu origem à Faculdade de Belas-Artes, e a Escola Politécnica, agora Faculdade de Ciências.
No entanto, durante os 160 anos em que a Universidade se manteve em Lisboa (por decisão de D. João I), entre os séculos XIV e XVI, no período dos Descobrimentos, distinguiram-se alguns dos seus alunos e professores, entre outros, Gil Eanes, Pedro Nunes e Garcia de Orta.
Em 1907 os alunos da Universidade de Coimbra exigem durante a Greve Académica de 1907 a criação da Universidade de Lisboa com o intuito de se leccionar o curso de Direito, acabando desta maneira o monopólio da Universidade de Coimbra na leccionação deste curso.

### Fundação da Universidade de Lisboa

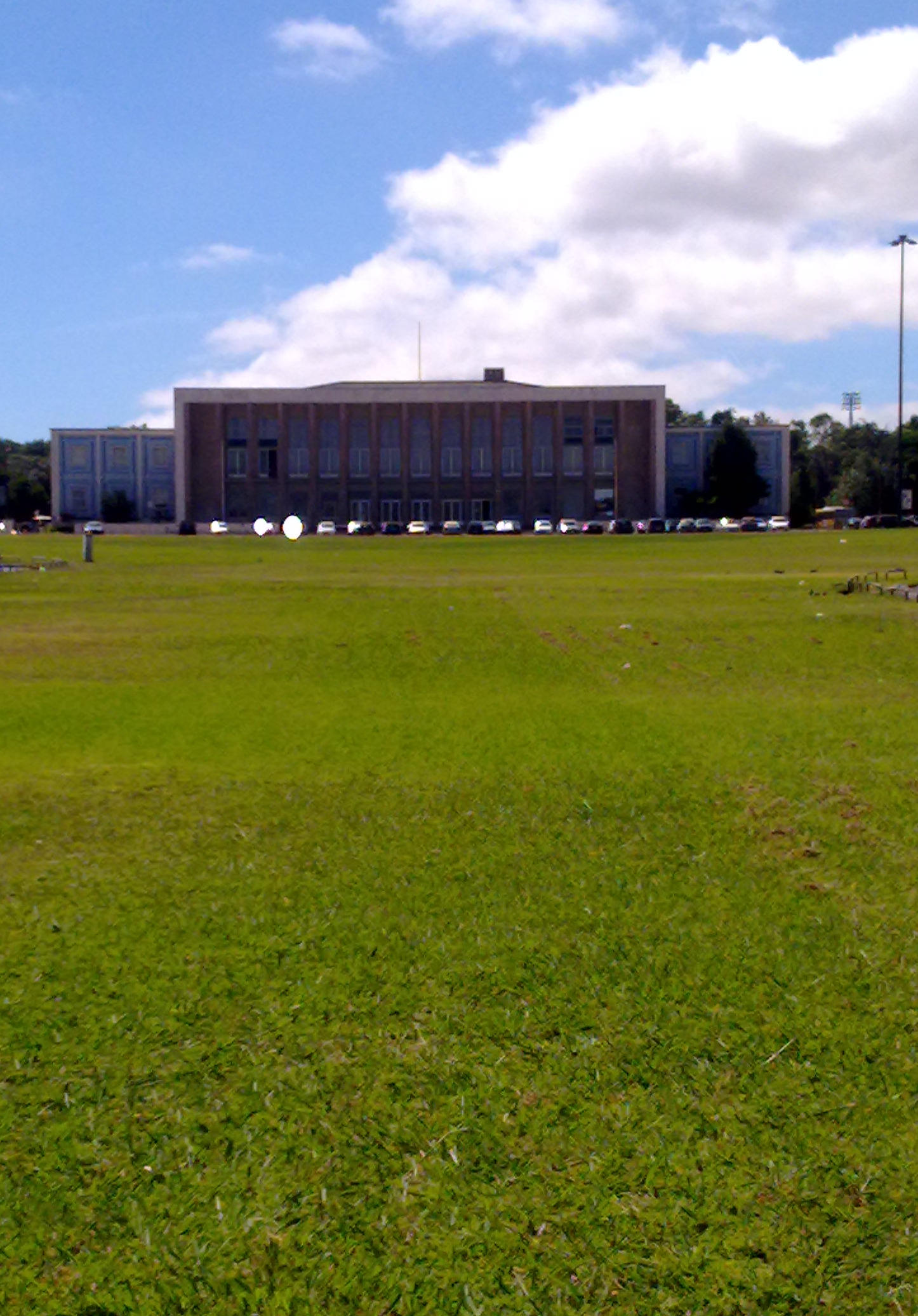
Alameda da Cidade Universitária e Reitoria da Universidade de Lisboa.

Foi criada em 22 de março de 1911 por decreto do Governo Provisório da República Portuguesa, em simultâneo com a Universidade do Porto, tendo em vista colocar as duas maiores cidades do país em idêntica situação com Coimbra. Para tal, fundaram-se novas academias e congregaram-se as escolas e cursos superiores existentes na capital nas diversas faculdades do organismo.
Assim, por meio daquele decreto, foram instituídas as novas faculdades de Medicina e de Farmácia, em substituição da Escola Médico-Cirúrgica. A Faculdade de Ciências ampliou e substituiu a Escola Politécnica de Lisboa preexistente. O Curso Superior de Letras (fundado pelo rei D. Pedro V em 8 de junho de 1859) deu lugar à Faculdade de Letras. Foi também criada a Faculdade de Ciências Económicas e Políticas de Lisboa (que em 1913 seria transformada em Faculdade de Estudos Sociais e de Direito e, finalmente em 1918, convertida na actual Faculdade de Direito, cujo primeiro director primeiro director foi  Afonso Costa), proeminente figura da Primeira República, cuja posição na Universidade de Lisboa veio contrabalançar o facto de, até então, a esmagadora maioria dos governantes do país serem provenientes da Faculdade de Direito de Coimbra).

### Pós-fundação

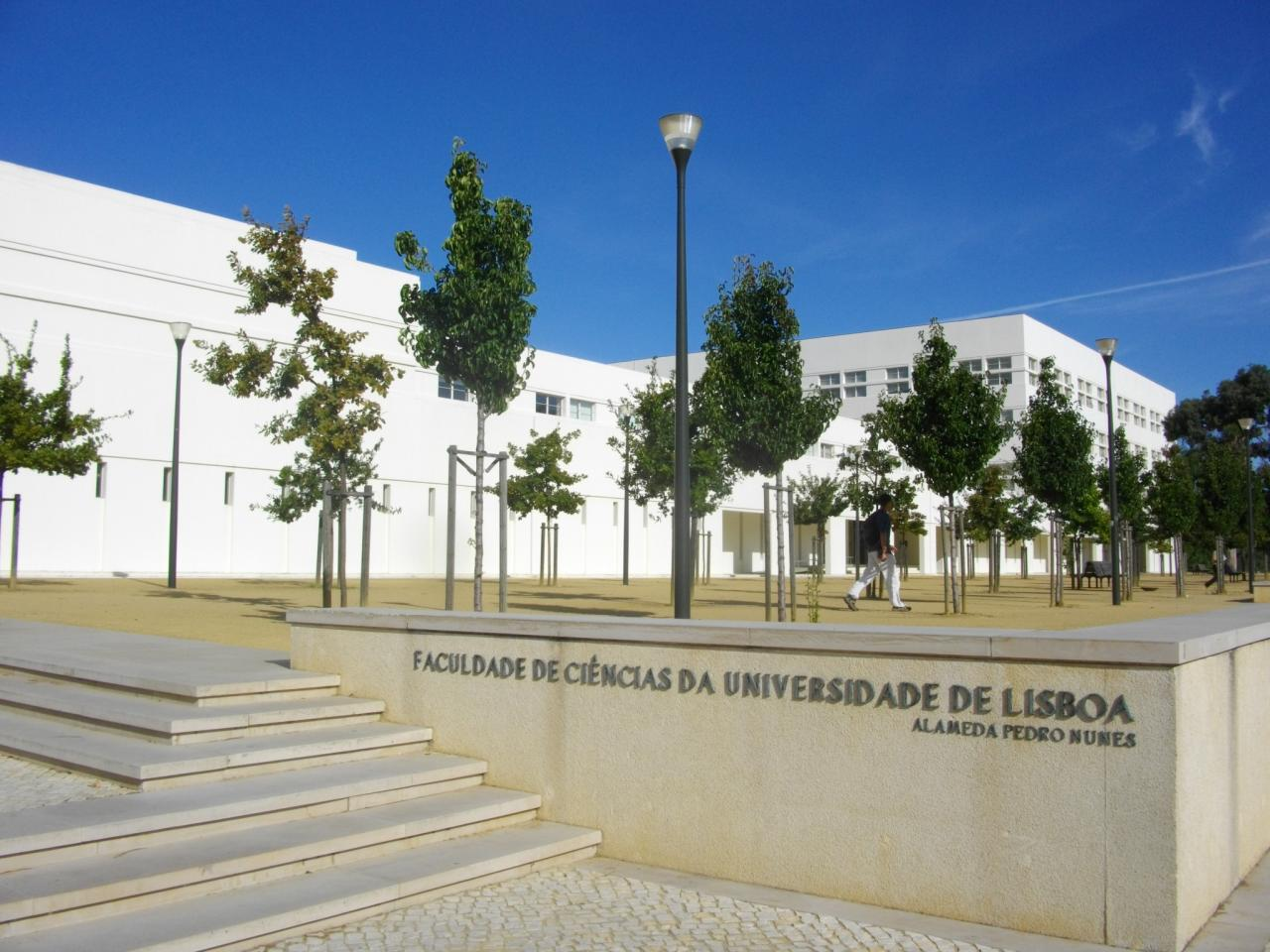
FCUL, pavilhão C6 Cidade Universitária.

A estas faculdades se viriam a juntar, já no final do século XX, nas décadas de 1980 e 1990, a Faculdades de Psicologia e Ciências da Educação (que foi parte da Faculdade de Letras até 1981), a Medicina Dentária (com a integração em 1991 da Escola Superior de Medicina Dentária de Lisboa, criada em 1975) e a Belas-Artes (última a ser integrada, em 1991).
Numa tentativa de reorganização para melhor adaptação aos desafios futuros, a universidade de Lisboa passou, no final do ano de 2009, a organizar-se em cinco diferentes áreas estratégicas de coordenação da investigação e ensino: Artes e Humanidades (Faculdade de Belas-Artes, Faculdade de Letras e unidades de investigação associados) , Ciências da Saúde (Faculdade de Farmácia, Faculdade de Medicina, Faculdade de Medicina Dentária, Instituto de Medicina Molecular e unidades de investigação associadas), Ciências e Tecnologia (Faculdade de Ciências, Instituto Geofísico do Infante D. Luís, Observatório Astronómico de Lisboa e unidades de investigação associadas), Ciências Jurídicas e Económicas (Faculdade de Direito e unidades de investigação associadas) e Ciências Sociais (Instituto de Ciências Sociais, Faculdade de Psicologia, Instituto de Educação, Instituto de Geografia e Ordenamento do Território, Instituto de Orientação Profissional, Centro de Estudos Geográficos). Esta nova estrutura procura, através de uma estreita cooperação entre os diferentes organismos que constituem a universidade, responder à necessidade de uma melhor gestão e mobilização de recursos.
O facto de ser a universidade do prémio Nobel português, Egas Moniz, era talvez um dos traços mais marcantes desta tradição, mas o seu prestígio assenta numa sólida combinação de factores de sucesso. Um desses factores encontra-se no vasto número de áreas do saber que aqui se cultivam, desde a Medicina à Filosofia, passando pelo Direito, Física ou Engenharia Informática, entre muitíssimas outras, que cobrem virtualmente todo o espectro do conhecimento humano.
A 23 de novembro de 2011 foi feita Membro-Honorário da Ordem Militar de Sant'Iago da Espada.

### A fusão com a Universidade Técnica de Lisboa
Após um processo negocial entre a Universidade de Lisboa e a Universidade Técnica de Lisboa e destas com o Governo, foi aprovada, pelo Decreto-Lei n.º 266-E/2012, de 31 de dezembro, a fusão entre as duas universidades.
A universidade decorrente da fusão adotou a denominação de Universidade de Lisboa.
Os Estatutos da nova universidade foram homologados pelo despacho normativo n.º 5-A/2013 (2.ª série), de 19 de abril.
Nos termos do artigo 16.º daquele Decreto-Lei, a fusão produziu efeitos em  25 de julho de 2013, data da tomada de posse do novo reitor da Universidade de Lisboa, Prof. Doutor António da Cruz Serra, numa cerimónia realizada na Aula Magna da universidade.

## Localização

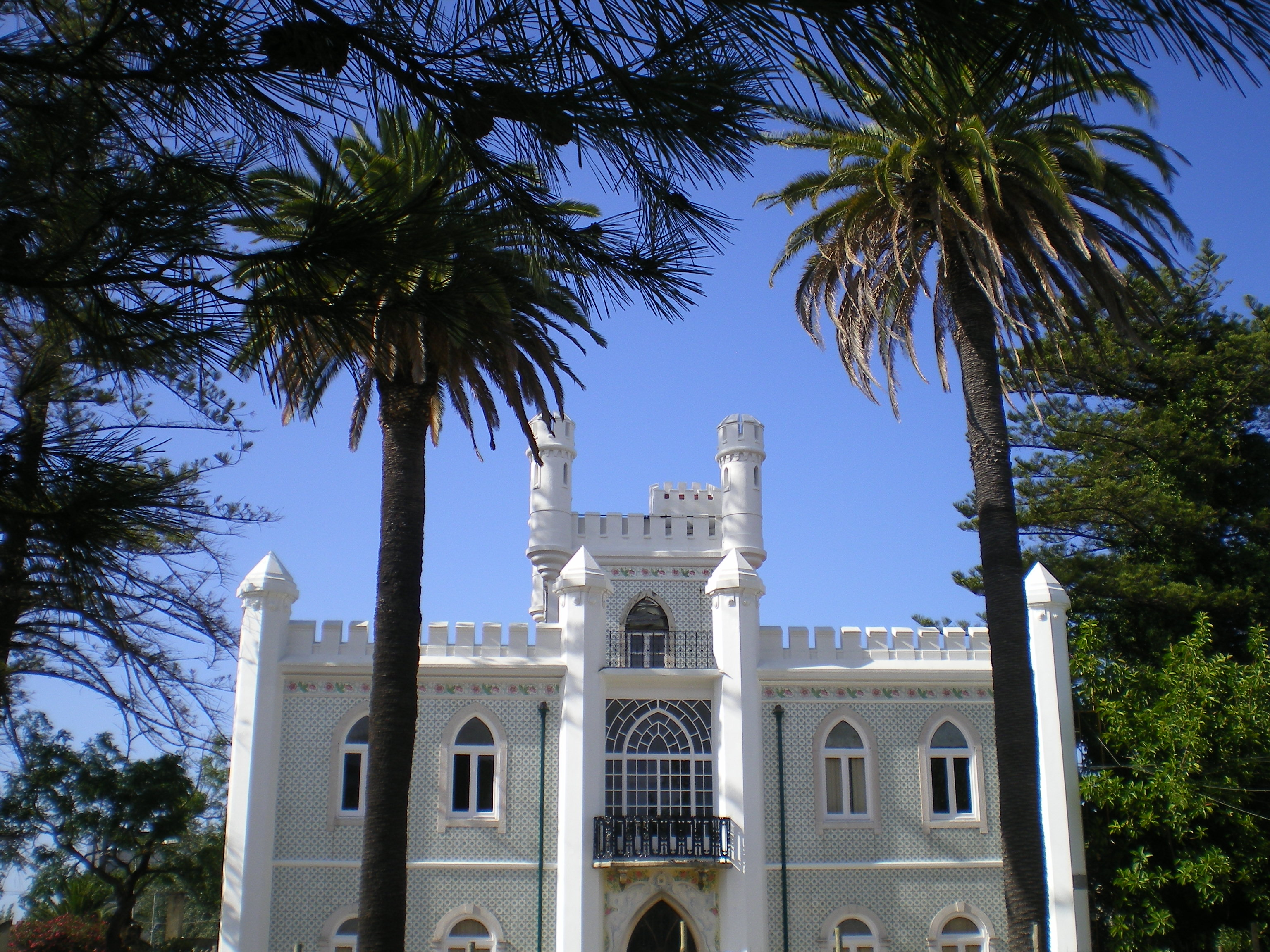
Quinta da Torrinha, adquirida pela FFUL.

Aquando da sua criação, a Universidade de Lisboa viu as faculdades que a constituíam dispersas pela cidade não apresentando um edifício próprio para o corpo administrativo da universidade. Assim, ainda que as várias faculdades tivessem passado a integrar uma só universidade, a Faculdade de Ciências permaneceu nas instalações da Escola Politécnica no Príncipe Real, as Faculdades de Farmácia e Medicina permaneceram no edifício da Escola Médico-Cirúrgica no Campo dos Mártires da Pátria, a Faculdade de Letras permaneceu em anexos do edifício da Academia das Ciências de Lisboa, e a Faculdade de Ciências Económicas e Políticas permaneceu no Palácio Valmor, no Campo dos Mártires da Pátria.
Assim, foi apenas em 1920 que a localização da futura Cidade Universitária fica definida, com a assinatura da escritura de um terreno com aproximadamente 149 000 m² no lugar de Palma de Cima junto ao Campo Grande, por parte da Faculdade de Medicina da Universidade de Lisboa e a compra da Quinta da Torrinha, com cerca de 38 000 m², por parte da Faculdade de Farmácia da Universidade de Lisboa.
A compra destes terrenos não foi, contudo, suficientemente impulsionadora da construção de novos edifícios para albergar a Universidade de Lisboa. A revolução de 28 de Maio de 1926 e consequente implantação da Ditadura Nacional constituíram mais um entrave à concretização deste projecto. Assim, no final dos anos 20, a construção de uma cidade universitária junto ao Campo Grande aparecia como uma hipótese menos económica e real, face à possibilidade de adquirir e remodelar edifícios no Campo dos Mártires da Pátria, onde já se localizavam as Faculdades de Medicina e Direito.  Apesar disso esta era uma possibilidade que, sendo mais apelativa ao governo, era contestada por várias personalidades da universidade de Lisboa.
Foi em 1935 que foi aprovada a hipótese de construção da cidade universitária junto ao Campo Grande e iniciaram finalmente os projectos arquitectónicos. Assim, Porfírio Pardal Monteiro é incumbido da tarefa de desenhar o a reitoria e as Faculdades de Direito e Letras e o hospital é encomendado a Hermann Diestel. Assim, o projecto de unificação da Universidade de Lisboa materializou-se finalmente. 
Actualmente, a Universidade de Lisboa localiza-se em três pólos distintos, todos no centro da cidade. Assim, temos o Campus principal, localizado na Cidade Universitária, que é constituído pela Reitoria, Faculdade de Ciências, Faculdade de Direito, Faculdade de Farmácia, Faculdade de Letras, Faculdade de Medicina, Faculdade de Medicina Dentária, Faculdade de Psicologia e de Ciências da Educação e o Instituto de Ciências Sociais. Existe igualmente o pólo constituído pela Faculdade de Belas-Artes, localizado no Largo da Academia Nacional de Belas Artes (na baixa de Lisboa) e o Campus da Escola Politécnica, que inclui o Museu de Ciência da Universidade de Lisboa, o Museu Nacional de História Natural e o Jardim Botânico de Lisboa e se localizam junto ao Príncipe Real. 

## Unidade Orgânicas
Na data de fusão a UL era constituída pelas seguintes unidades orgânicas:
- Faculdade de Letras
- Faculdade de Ciências
- Faculdade de Medicina
- Faculdade de Direito
- Faculdade de Farmácia
- Faculdade de Medicina Dentária
- Instituto de Ciências Sociais
- Faculdade de Belas-Artes
- Faculdade de Psicologia
- Instituto de Educação
- Instituto de Geografia e Ordenamento do Território

## Ensino
As faculdades que constituíam a Universidade ofereciam 50 diferentes cursos de Licenciatura e Mestrado Integrado estando para além destes, duas novas propostas em fase de acreditação. A Universidade de Lisboa é pioneira em Portugal no curso Licenciatura em Estudos Gerais, de carácter multidisciplinar.

## Lista de reitores
- 1911-1913: Augusto José da Cunha (Ciências)
- 1913-1916: João Maria de Almeida Lima (Ciências)
- 1916-1928: Pedro José da Cunha (Ciências)
- 1928-1928: Augusto de Almeida Monjardino (Medicina)
- 1928-1929: Francisco Xavier da Silva Teles (Letras)
- 1929-1946: José Caeiro da Mata (Direito)
- 1946-1956: José Gabriel Pinto Coelho (Direito)
- 1956-1959: Victor Hugo Duarte de Lemos (Ciências)
- 1959-1962: Marcelo José das Neves Alves Caetano (Direito)
- 1962-1965: Paulo Arsénio Veríssimo da Cunha (Direito)
- 1965-1969: José Sarmento de Vasconcelos e Castro (Ciências)
- 1969-1973: Fernando de Carvalho Barreira (Ciências)
- 1973-1974: Joaquim Veríssimo Serrão (Letras)
- 1974-1977: Henrique João de Barahona Fernandes (Medicina)
- 1977-1979: Ilídio de Melo Peres do Amaral (Letras)
- 1979-1982: Raúl Miguel de Oliveira Rosado Fernandes (Letras)
- 1983-1986: José Manuel Gião Toscano Rico (Medicina)
- 1986-1998: Virgílio Alberto Meira Soares (Ciências)
- 1998-2006: José Adriano Rodrigues Barata-Moura (Letras)
- 2006-2013: António Manuel Seixas de Sampaio da Nóvoa (Psicologia e Ciências da Educação)

## Conselho Consultivo
Em fevereiro de 2007 foi criado o Conselho Consultivo da Universidade de Lisboa, órgão de aconselhamento para as orientações estratégicas da universidade, constituído por prestigiados nomes da cultura, ciência e economia.
Os membros do conselho:
- Jorge Sampaio — antigo Presidente da República
- Mia Couto — escritor
- Hanna Damásio — neurocientista
- Francisco Pinto Balsemão — antigo Primeiro-Ministro, empresário, professor
- Teresa Patrício Gouveia — antiga ministra e deputada, administradora da Fundação Gulbenkian
- Paulo Teixeira Pinto — ex-presidente do grupo Millennium bcp, editor, escritor, consultor financeiro
- Emílio Botín — presidente do Grupo Santander
- António Cardoso Pinto — antigo presidente da EFACEC
- Fernando Lopes da Silva — neurocientista
- Francisco Murteira Nabo — presidente da Galp Energia e Bastonário da Ordem dos Economistas
- João Picoito — administrador delegado da Siemens
- Carlos Castro-Almeida - alto funcionário da Organização Internacional do Trabalho

## Associação Académica da Universidade de Lisboa
A Associação Académica da Universidade de Lisboa (AAUL) é a estrutura que representa os interesses coletivos dos estudantes da Universidade de Lisboa (ULisboa).
No dia 8 de Março de 2007 teve lugar, na Reitoria da Universidade de Lisboa, a Assembleia fundadora da AAUL. Esta federação estudantil nasceu da iniciativa das Associações de Estudantes de todas as Faculdades da Universidade de Lisboa com um intuito de defender os interesses comuns e fomentar a identidade dos estudantes da ULisboa. Com a sede no Centro Académico do Caleidoscópio na Cidade Universitária, a AAUL representa todos os estudantes da Universidade de Lisboa e é independente do Estado, de partidos políticos, de organizações religiosas, filosóficas, sindicais ou outras.

## Estudantes e professores mais notáveis
| - Prémio Nobel - Egas Moniz - Poetas e escritores importantes - Adília Lopes - António Franco Alexandre - António Salvado - David Mourão-Ferreira - Fernanda Seno - Fernando Pessoa - Fiama Hasse Pais Brandão - Florbela Espanca - Gastão Cruz - Herberto Helder - José Rodrigues Miguéis - Lídia Jorge - Luiza Neto Jorge - Pepetela - Sophia de Mello Breyner - Urbano Tavares Rodrigues - Vitorino Nemésio | - Chefes de Estado - Teófilo Braga - Jorge Sampaio - Mário Soares - Agostinho Neto, primeiro Presidente da República de Angola - Pedro Pires, Presidente da República de Cabo Verde - Primeiros-ministros de Portugal - Afonso Costa - Marcello Caetano - Adelino da Palma Carlos - Mário Soares - Francisco Sá Carneiro - Francisco Pinto Balsemão - José Manuel Durão Barroso - Pedro Santana Lopes - António Costa - Dirigentes de órgãos internacionais e diplomatas - António Guterres - Secretário-Geral das Nações Unidas - Diogo Freitas do Amaral - Presidente da Assembleia Geral das Nações Unidas - José Manuel Durão Barroso - Presidente da Comissão Europeia - Agostinho Fernandes - embaixador angolano |